# Beleg van Amersfoort (1543)
Het Beleg en verovering van Amersfoort vond plaats van 4 juli t/m 7 juli 1543 onder leiding van de Gelderse veldheer Maarten van Rossum. Het was een van de laatste wapenfeiten tijdens de Gelderse Oorlogen (1502–1543), waarvan de laatste paar jaar ook wel bekendstaan als de Derde Gelderse Successieoorlog (1538–43).

## Verloop
Willem V van Kleef had in het voorjaar van 1543 zijn veldheer Maarten van Rossum richting de Veluwe gestuurd om gebied te veroveren voor het Hertogdom Gelre. Hun tegenstander Karel V was op dat moment in oorlog met Frankrijk en die kant opgetrokken, onder achterlating van een klein garnizoen om de stad Amersfoort te verdedigen. Begin juni 1543 trok dit garnizoen richting Nijkerk om deze plaats te veroveren. Echter werd dit leger verslagen door de rondtrekkende Van Rossum en zijn troepen. Van Rossum zag vervolgens zijn kans schoon om Amersfoort te gaan belegeren.
Op 4 juli verscheen Van Rossum met 20 vendels en circa 1200 ruiters voor de Koppelpoort. De verdediging van de stad moest merendeels door de burgers zelf worden gedaan. In twee a drie dagen werden er in totaal vijf bestormingsaanvallen gedaan op de muren van de stad, de burgers wisten zich moedig te weren tegen deze aanvallen. Alleen een zesde aanval zagen de burgers niet zitten, na de hoge verliezen en de flink beschadigde muren. Van Rossum zag de paniek ontstaan en besloot te gaan onderhandelen met het stadsbestuur, dat ging overstag na goede voorwaarden met de veldheer gesloten te hebben, en opende de poorten voor de Gelderse troepen. Echter bij het openen van de poorten wist een gedeelte van de stadsverdediging niet over enige overgave aan de Gelderse veldheer. Van Rossum maakte hier handig gebruik van, door iedereen te overmeesteren en daarna zijn belofte aan het stadsbestuur terug te draaien. Bij de onderhandelingen was besloten dat de stad 7000 gulden zou betalen, nu moest het bestuur en de burgers 80.000 rijders van 24 stuivers betalen om een algehele brandschatting van de stad af te kopen, daarbij moest nog een schuldbekentenis worden getekend door het bestuur.
Volgens 16e-eeuwse bronnen werd de nog jeugdige Willem van Oranje, toen al een stadhouder onder Keizer Karel V naar Utrecht gezonden om de orde te herstellen. Ondertussen vertrok Van Rossum met al de buit weer de stad uit, waarbij de kas zat van de Sint Joriskerk, die op dat moment werd uitgebreid. Pas op 31 september 1543 verscheen Willem van Oranje in Amersfoort. Deze was te spreken over de moed van de burgers tijdens het beleg, maar over het stadsbestuur echter niet. Hij vond het niet te begrijpen dat ze zich zo makkelijk door Van Rossum om de tuin lieten leiden.
Door dit voorval kwam mede dit oud-Nederlandse versje tot stand.
| Amersfoort was een kamp vol stieren Keyser noch Koning kost haer regieren Maer doen Meerten van Rossum quam Die maeckte van elcke stier een lam |